# 青城
青城是宋朝的斋宫。其中之一是东京汴梁城南熏门外的祭天斋宫，谓之南青城；另一在北门封丘门外，为祭地斋宫，谓之北青城。
宋朝的吴自牧在其《梦粱录·郊祀年驾宿青城端诚殿行郊祀礼》中曾说：“所谓青城，止以青布为幕，画甃砌之文，旋结城闕。”南青城约在汴京城南五里处。
金攻东京时，金国主帅驻扎南青城。东京破城后，宋钦宗两次入青城，第一次是靖康元年闰十一月辛酉；至十二月癸亥返回城内。第二次是靖康二年正月庚子宋钦宗再入青城以协商金银数量的问题，结果被金人扣留，后宋徽宗及诸王、后宫皆入青城，随被金兵在三月下掠走。
元灭金时，亦曾在南青城下寨驻扎。